# Chevrolet Cobalt
La Chevrolet Cobalt è una vettura compact creata dalla Chevrolet nel 2004 sulla base della Opel Astra. È prodotta sino al 2010 sia in versione berlina che in quella coupé e sostituisce nel catalogo della casa automobilistica statunitense le Cavalier e Prizm.
È stata commercializzata solamente sul mercato nordamericano e ne è stata prevista la sostituzione con la Cruze, modello destinato invece a vari mercati, compreso quello europeo.

## Versioni speciali

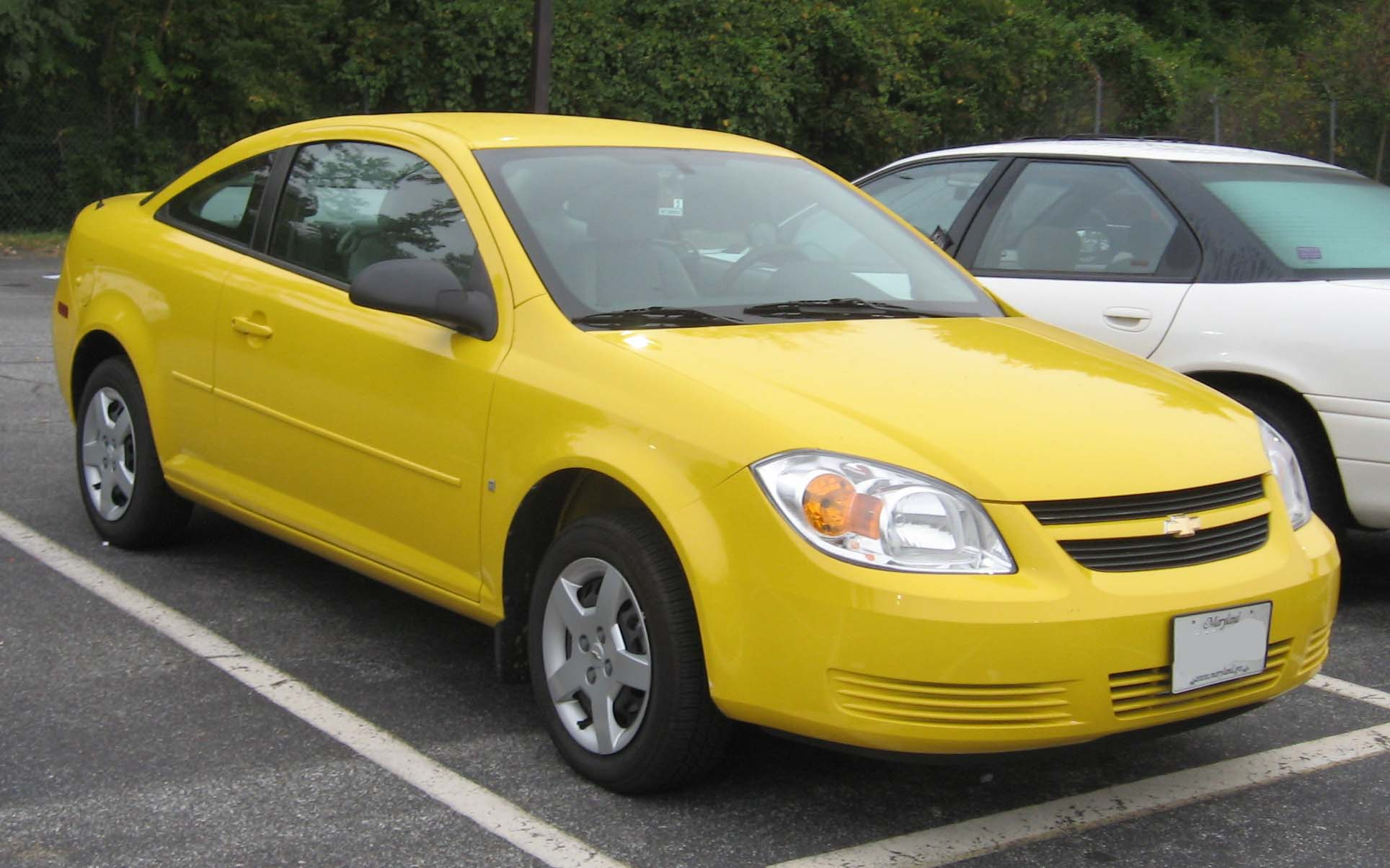
Cobalt Coupé

### Cobalt SS Supercharged
La SS Supercharged era la versione ad alte prestazioni della Cobalt. La carrozzeria in acciaio era stata aggiornata con un nuovo spoiler posteriore e una nuova presa d'aria anteriore, mentre gli interni furono resi più sportivi con l'introduzione di nuovi pedali e di altri accessori. Come propulsore la vettura impiegava un Ecotec 2.0 SC dalla potenza di 205 cv con 272 Nm di coppia. Esso veniva gestito da un cambio manuale a cinque velocità FGP, mentre l'impianto frenante era rappresentato da quattro freni a disco abbinati ad un sistema ABS.

### Cobalt SS Coupe Wide Body
Nel 2005 la  Cobalt SS venne realizzata in versione Wide Body. Tale modello implementava un nuovo body kit aerodinamico, un nuovo spoiler anteriore e pneumatici sportivi che avvolgevano cerchi in lega.

### Cobalt SS Turbo
Nel 2008, in occasione del SEMA di Las Vegas, la Chevrolet annunciò la realizzazione della Cobalt SS Turbo. Tale modello, che manteneva inalterato il design della SS Supercharged, era fornito di un nuovo propulsore Ecotec 2.0 turbocompresso da 260 cv di potenza con 353 Nm di coppia.

## Attività sportiva
Nel 2005 una versione speciale della Cobalt SS venne realizzata per poter competere nel campionato Time Attack. Rispetto alla vettura di serie, da cui derivavano in gran parte la meccanica e il design, il modello da gara si distingueva per alcuni nuovi elementi aerodinamici, per i sistemi di sicurezza specifici omologati secondo il regolamento FIA e per i nuovi interni riprogettati si per quanto concerne la strumentazione di bordo che per i materiali di realizzazione. Inoltre il propulsore Ecotec era stato potenziato per erogare una potenza di 264 cv con coppia di 312 Nm.